# Milltown (del av en befolkad plats)
Milltown är en förort till Irlands huvudstad Dublin, delvis inom stadsgränsen och delvis i Dun Laoghaire-Rathdown. Milltown ligger 25 meter över havet och antalet invånare är 4 049.